# Homapoderus arboretum
Homapoderus arboretum is een keversoort uit de familie bladrolkevers (Attelabidae). De wetenschappelijke naam van de soort werd in 1898 gepubliceerd door Hermann Julius Kolbe.